# Fayet-le-Château
Fayet-le-Château é uma comuna francesa na região administrativa de Auvérnia-Ródano-Alpes, no departamento Puy-de-Dôme. Estende-se por uma área de 12,38 km². Em 2010 a comuna tinha 372 habitantes (densidade: 30 hab./km²).